# Charles Binet-Sanglé
Charles Binet-Sanglé (4 de julio de 1868 Clamecy, Nièvre, Francia – 14 de noviembre de 1941 Niza, Alpes Marítimos, Francia) fue un médico militar y psicólogo francés, quien fue el primero en cuestionar públicamente la salud mental de Jesús, lo que hizo en su obra en cuatro volúmenes La Folie de Jésus.
Su otro trabajo más influyente, Le Haras Humain, sugirió que la eutanasia era necesaria en algunos casos, y que se debía fundar un instituto eugenésico para alentar la educación de la mejora para la raza humana. El libro fue muy censurado en Francia.
Fue condecorado caballero de la Legión de Honor en 1912 y ascendido a oficial de la misma orden en 1922.
En 1952, la Academia Francesa creó el premio anual Dr Binet-Sangle, destinado a premiar «a un escritor con ideas valientes y atrevidas o, en su defecto, a un poeta».